# نظام العلماء سبزواری
میر سید جعفر نظام‌العلماء متخلص به فقیر و مشهور به نظام‌العلماء سبزواری (۱۲۷۶ قمری – ۱۳۱۸ شمسی)، عارف و شاعر عصر قاجار و پهلوی اول، برادر و همسنگر امین الشریعه در مبارزات اجتماعی و سیاسی و از مشروطه‌خواهان سبزوار بود.

## زندگی‌نامه
نظام‌العلما و برادرش در سال ۱۳۱۶ قمری در دفاع از سید ابراهیم دهقان، زمینهٔ عزل علی‌نقی میرزا، حاکم سبزوار، را فراهم آوردند. نظام العلماء در کنار امین الشریعه، شاهزاده محمد هاشم میرزا افسر، میرزا محمود عربشاهی و رئیس‌الطلاب در مبارزات مشروطه‌طلبی فعال بود و هنگامی که در استبداد صغیر محمدعلی شاه قاجار امین‌الشریعه را به گرگان و افسر را به عشق‌آباد تبعید کرد، او نیز به نفی بلد محکوم و ساکن تهران شد. وی پس از فتح تهران در سال‌های آغازین مشروطیت، مدتها رئیس معارف و اوقاف سبزوار بود.
لقب نظام‌العلماء را مظفرالدین‌شاه به او داد. پس از اجباری شدن داشتن نام خانوادگی در ایران، او نام خانوادگی‌اش را «سید فقیر» انتخاب کرد.
سید یحیی نظامزاده (وکیل دادگستری و رئیس مصدقی‌های سبزوار) که خانه او را در ۲۸ مرداد ۱۳۳۲ آتش زدند، پسر وی بود.

## آثار و اشعار
شرح حال و نمونهٔ آثار و اشعار وی و همچنین وصیت‌نامه‌اش در کتاب تاریخ سبزوار تألیف سید علینقی امین و برخی کتاب‌های دیگر به چاپ رسیده‌است. همچنین سلطان حسین تابنده در چاپ سوم کتاب نابغه علم و عرفان، خاطره‌ای راجع به غلو یکی از مریدان نسبت به سلطان علیشاه گنابادی را از قول او نقل کرده‌است. وی در شعر به «فقیر» تخلص می‌کرد. قصیدهٔ «کدو» از قصاید بلند عرفانی اوست و مطلع آن اینگونه است:
| مدتی شد با کدویم روز و شب در گفتگویم |  | یا کدوی دهر خالی، یا که من خالی‌کدویم |

## درگذشت
نظام‌العلما اواخر عمر به مزرعهٔ اسماعیلی در روستای قاسمی (ششتمد) بازگشت و دو ماه پس از درگذشت برادرش، امین‌الشریعه، در همان روستا درگذشت و آرامگاهش نیز همان‌جاست.